# (30944) 1994 GD1
1994 جي دي 1 (ويعرف أيضًا باسم (30944) 1994 جي دي 1 وفق تسمية الكوكب الصغير) (بالإنجليزية: 1994 GD1)‏ هو كويكب ضمن حزام الكويكبات؛ وترتيبه 30944 من حيث الاكتشاف.
اكتُشف هذا الجُرم الفلكي بواسطة Kin Endate ‏ في 8 أبريل 1994.

## وصلات خارجية
- (30944) 1994 GD1 في قاعدة بيانات مختبر الدفع النفاث لأجرام النظام الشمسي الصغيرة

- الاكتشاف · مخطط المدار ·  العناصر المدارية · المعلمات المادية

- (30944) 1994 GD1 على موقع ويكي سكاي: DSS2, SDSS, GALEX, IRAS, Hydrogen α, X-Ray, Astrophoto, Sky Map, Articles and images